# Vercassivellaunos
Vercassivellaunos était un aristocrate du peuple des Arvernes, cousin de Vercingétorix. Son nom est composé comme celui de son célèbre cousin : le préfixe intensif ver- précède un nom gaulois attesté par ailleurs. Ce dernier, Cassivellaunos, est lui-même composé de Vellaunos qui signifie "le commandant" et de cassi qui peut renvoyer au terme catu, "la bataille". Vercassivellaunos serait donc le « suprême commandant de la bataille. »

## Biographie
Il est un des chefs gaulois lors de l'insurrection de -52. Il nous est essentiellement connu par le récit de la guerre des Gaules de Jules César. Après le début du siège d'Alésia, il est choisi par l'assemblée des chefs gaulois révoltés pour diriger l'armée de secours avec Commios l'Atrébate et les Éduens Viridomaros et Éporédorix (César, BG, VII, 76, 3). Ils se trouvent alors, selon César, à la tête de 8 000 cavaliers et 240 000 fantassins rassemblés en territoire éduen. Cette armée de secours est destinée à briser le siège. Lors de l'attaque, Vercassivellaunos a le commandement d'une offensive surprise à la tête de 60 000 hommes choisis dans les cités ayant la réputation la plus guerrière (BG, VII, 83). Son attaque est portée contre la montagne, c'est-à-dire le Mont Réa et menace la cohésion des lignes romaines. César réplique en envoyant sur place son légat Labiénus et six cohortes, puis se porte ensuite directement sur les lieux. L'arrivée de la cavalerie de César sème la déroute dans les troupes de Vercassivellaunos, qui est capturé vivant par les Romains alors qu'il tente de fuir (BG, VII, 88). L'identification, grâce à la présence de balles de frondes marquées "T(itus) LABI(enus)", du camp C d'Alise avec le camp de Labienus a permis récemment de mieux comprendre cet épisode : installé sur la montagne de Bussy, Labienus avait une vue directe sur le Mont Réa, y compris sur son revers d'où débouchaient les Gaulois. Il était à la fois le légat le plus proche et le moins menacé. 
On a souvent attribué à Vercassivellaunos les monnaies arvernes à la légende VERCA dont beaucoup ont été retrouvées sur le plateau de l'oppidum de Gergovie, mais elles sont parfois considérées comme postérieures, et concernent peut-être un de ses descendants.
L'échec de Vercassivellaunos et de l'armée de secours précipite la reddition d'Alésia et de son parent Vercingétorix. L'abaissement définitif de la famille de Vercingétorix entraîne par la suite l'arrivée au pouvoir, chez les Arvernes, de fidèles de César comme Epasnactos.

## Sources
- César, Guerre des Gaules (=BG), texte établi et traduit par L.-A. Constans revu par A. Balland, Paris, 1995.